# Alboácem Ali ibne Maomé Almagribi
Alboácem Ali ibne Maomé Almagribi (Abu'l-Hasan Ali ibn Muhammad al-Maghribi) foi um oficial de alta patente do Califado Abássida no começo do século X. De origem persa, tornou-se chefe do diva Almagribe (diwan al-maghrib - "departamento do Ocidente"), de onde sua família adquiriu o nisba de "Almagribi". Começando com Alboácem Ali, os Banul Magribi formariam uma dinastia de oficiais e estadistas que serviu vários dinastas do Oriente Médio até sua extinção no começo do século XI.
O filho de Alboácem Ali, Huceine, continuou a servir os abássidas até dirigir-se às cortes iquíxida e então hamadânida; seu neto, Ali, estava em serviço dos hamadânidas e depois dos fatímidas até sua execução com quase sua família inteira em 1010; seu bisneto, Abu Alcacim Huceine, escapou do massacre e serviu nas cortes buída, maruânida e ucailida até sua morte em 1027.